# Fluoreto de sódio F18
Fluoreto de sódio F18 (NaF-18) é um radiofármaco aprovado pelo FDA para utilização na cintilografia óssea.